# Кеширс (Северна Каролина)
Кеширс (енгл. Cashiers) насељено је место без административног статуса у америчкој савезној држави Северна Каролина.

## Демографија
По попису из 2010. године број становника је 157, што је 39 (-19,9%) становника мање него 2000. године.
| Група             | 2000.       | 2010.       |
| Белци             | 194 (99,0%) | 134 (85,4%) |
| Афроамериканци    | 0 (0,0%)    | 9 (5,7%)    |
| Азијати           | 0 (0,0%)    | 1 (0,6%)    |
| Хиспаноамериканци | 1 (0,5%)    | 12 (7,6%)   |
| Укупно            | 196         | 157         |